# Bellefonte (Pennsylvania)
Bellefonte ist ein Borough in und Verwaltungssitz von Centre County im Bundesstaat Pennsylvania der Vereinigten Staaten. Das U.S. Census Bureau hat bei der Volkszählung 2020 eine Einwohnerzahl von 6.105 ermittelt.

## Geographie
Bellefonte liegt im Nittany Valley etwa 14,5 km nordöstlich von State College.

## Demographie
Im Jahr 2010 lebten 6187 Einwohner in Bellefonte. Davon waren 52,9 % weiblich und 47,1 % männlich. Der Altersdurchschnitt betrug 39,5 Jahre.

## Persönlichkeiten
- Anna  Keichline (1889–1943), Architektin und Erfinderin
- Richard L. Walker (1922–2003), Historiker, Ostasienwissenschaftler, Hochschullehrer und Diplomat
- Jonathan Frakes (* 1952), Schauspieler, Regisseur und Moderator
- Inka Essenhigh (* 1969), Malerin